# John Papworth
John Papworth (12 décembre 1921 - 4 juillet 2020) est un ecclésiastique, écrivain et militant britannique. Tout au long de sa vie, il a milité pour les causes de l'antimilitarisme, du localisme et de l'écologisme. Il a fondé le magazine Resurgence et a écrit dans de nombreuses autres revues.
En 1997, ses opinions controversées sur le vol à l'étalage dans les supermarchés attirent l’attention des médias.

## Biographie
Né à Shoreditch le 12 décembre 1921, John Papworth est le fils naturel de Jane Amelia Papworth, une femme de ménage. Trop pauvre pour l'entretenir, elle laisse John dans un orphelinat à Hornchurch, dans l'Essex. Plus tard, elle se marie et a trois autres enfants, mais John n'a que peu de contacts avec eux. Il n'a jamais connu son père.
Il décrit ses conditions de vie à l'orphelinat comme « très misérables ». À l'âge de 14 ans, il part travailler comme apprenti boulanger, mais souffre de dépression et tente de se suicider à trois reprises. S'ensuit une période où il est sans-abri, jusqu'à ce qu'il soit arrêté par la police qui l'emmène dans un refuge de l'Armée du salut. Il devient ensuite cuisinier dans une école, puis rejoint la Home Guard pendant la Seconde Guerre mondiale. Il sert pendant sept ans comme cuisinier militaire à la Royal Air Force.
Après la guerre, Papworth entame des études à la London School of Economics. Bien qu'il ne les poursuive pas, il a le temps de devenir l'ami et le disciple de R. H. Tawney, qui lui inspire ses idées décentralisatrices et le fait entrer dans un cercle de penseurs radicaux.
Après un bref passage au sein du Parti communiste puis du Parti travailliste, il se sent déçu par les grandes organisations et leur bureaucratie. Il se concentre ensuite sur l'activisme en faveur de diverses causes, et sur son travail éditorial au sujet du localisme.

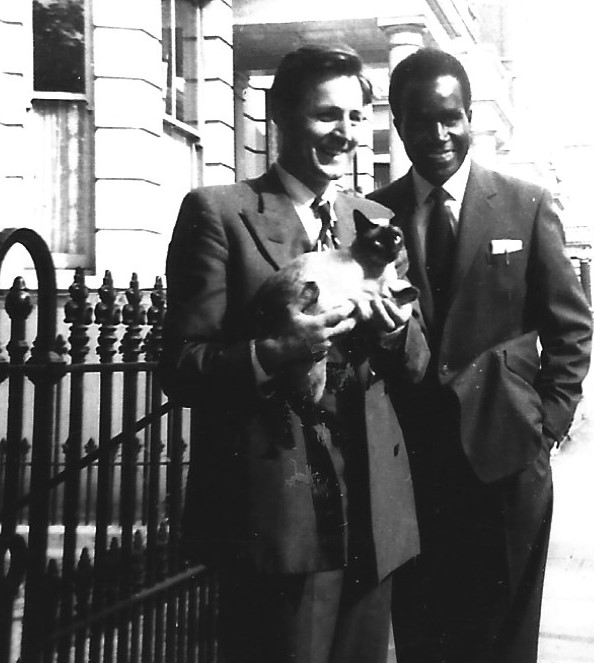
John Papworth (tenant un chaton) et Kenneth Kaunda, à Londres au début des années 1960.

En 1969, il émigre en Zambie à la demande de Kenneth Kaunda, le premier président du pays, pour être son conseiller personnel. Les deux hommes s'étaient rencontrés à Londres dans le cadre du Mouvement pour la liberté coloniale (en).
Se décrivant d'abord comme « sinon athée, du moins agnostique », il change plus tard d'avis et déclare que « la tentative moderne de vivre sans Dieu a échoué ». Il suit une formation de vicaire et, à l'âge de 55 ans, devient ministre ordonné de l'Église d'Angleterre, servant dans un certain nombre de paroisses. Il débute au diocèse de Lusaka, en Zambie (1976-1981), puis rejoint le diocèse de Londres (1981-1997) jusqu'à sa déclaration controversée sur le vol à l'étalage, après laquelle il lui est interdit de prêcher.
Résident de longue date de Londres, il emménage plus tard à Purton, dans le Wiltshire. Il y édite un magazine de village, appelé Purton Today, et est élu conseiller paroissial (en).
Avec son épouse Marcelle, ils ont eu deux fils et une fille. Il n'est pas certain de l'existence d'une vie après la mort, et a déclaré qu'une seule vie lui suffisait amplement. Marcelle décède en 1995 et John en 2020. Dans sa nécrologie, le Daily Telegraph décrit le « prêtre turbulent » comme étant, « à divers moments, communiste, cuisinier, mendiant, rédacteur en chef, conseiller présidentiel, candidat parlementaire et prisonnier ».

## Activisme politique

### Dans les partis politiques
Pendant la Seconde Guerre mondiale, il rejoint le Parti communiste, mais s'oppose à son autoritarisme et en est expulsé. Il se tourne ensuite vers le fabianisme et rejoint le Parti travailliste, dont il est le candidat aux élections générales de 1955 à Salisbury. Cependant, il est déçu par le bureaucratisme. Il se souvient d’un événement après lequel il démissionne :
« J'étais en conversation avec une députée, Anne Kerr. Elle m'a demandé si j'étais intéressé par l'idée d'être candidat à une élection partielle dans le Nord. J'ai répondu : « Je ne connais personne là-bas, et personne ne me connaît là-bas. » Et elle a répondu d'un ton très doux : « On peut arranger ça. » Et ça a résonné dans ma tête. »
Il développe une opposition aux larges organisations étatiques, et une préférence pour les petites communautés.

### Activisme
Papworth s'est engagé contre le militarisme, et particulièrement contre les menaces de prolifération nucléaire. Il fut le secrétaire du Committee of 100 (en), et a été incarcéré à la prison de Brixton aux côtés de Bertrand Russell pour « incitation aux troubles à l'ordre public », lors d'une manifestation le 17 septembre 1961.
En 1962, convaincu que la Grande-Bretagne a besoin d’une révolution politique, il s’envole pour Cuba dans l’espoir de demander à Fidel Castro comment en déclencher une. Là, il rencontre une Française, Marcelle Fouquet, avec qui il se marie un an plus tard.
En 1963, il se rend aux États-Unis et rejoint le Comité pour l'Action Non-Violente (en). Le 27 janvier 1964, il est emprisonné lors d'une marche pour les droits civiques et le désarmement près de la base aérienne de Turner dans la ville d'Albany (Géorgie). Pour protester contre les conditions déplorables de détention, Papworth et ses camarades du CANV entament une grève de la faim. Son traitement est évoqué à la Chambre des communes du Royaume-Uni. Les manifestants sont libérés le 22 février 1964.
Il organise un sit-in individuel sur le passage piéton d'Abbey Road, pour dénoncer l'usage de la voiture et promouvoir les transports en commun. Il est arrêté et détenu au poste de police de Paddington, refuse de payer une amende et demande à être inculpé ; il est ensuite libéré sans inculpation.
En 1997, Papworth admet avoir aidé à cacher l'espion et agent double George Blake à son domicile, après son évasion de prison en octobre 1966. Blake a été aidé dans son évasion par des militants du mouvement « Ban the Bomb ». Papworth n'est pas inculpé à la suite de l'incident,.
En 2001, Papworth refuse de renvoyer son formulaire de recensement, affirmant que le gouvernement n'avait aucun droit sur ces informations. Il est condamné à une amende de 120 livres sterling.

## Travail éditorial
En 1966, il rejoint les penseurs localistes partageant les mêmes idées, tels que Schumacher, Leopold Kohr et Sir Herbert Read. Il fonde et édite le magazine Resurgence. Après avoir quitté Resurgence, il fonde Fourth World Review, un magazine qui promeut « les petites nations, gouvernées par de petites communautés ». À partir de 1968, la publication parraine plusieurs « Assemblées du Quart Monde » ; celles-ci rassemblent des personnes du monde entier qui envisageaient de créer une nouvelle société de petites communautés, de petites entreprises et d'autonomie dans l'industrie, les services publics, les universités, etc. Papworth s'est également présenté au Parlement britannique en tant que candidat du « Quart Monde ».
Dans les années 1970 et au début des années 1980, Papworth écrit régulièrement pour le journal pacifiste Peace News (en).

## Controverses

### Commentaire sur le vol à l'étalage
Lors d'une réunion du comité de surveillance de quartier à Londres le 19 mars 1997, alors âgé de 75 ans, Papworth fait des commentaires remarqués sur le vol à l'étalage dans les chaînes de supermarchés. Il estime que les grandes entreprises, contrairement aux commerces de proximités traditionnels, sont des « lieux de malheur et de tentation » et des destructeurs de communauté locale. Il déclare :
« Si quelqu'un prend des marchandises dans son magasin local sans les payer, c'est illégal et immoral. S'il prend des marchandises dans des supermarchés géants, c'est peut-être illégal, mais ce n'est pas immoral ; car Jésus a dit « Aime ton prochain » – il n'a rien dit sur l'amour pour Marks & Spencer. »
De plus, il ne considère pas cela comme un vol, mais comme « une réaffectation indispensable des ressources économiques ». Il ajoute également :
« Quand on parle de vol, on ne peut voler qu'une personne, on ne peut avoir une relation morale qu'avec une personne ; on n'a pas de relation morale avec les choses – c'est une relation de pouvoir. »
Il avoue qu'il avait lui aussi commis des vols à l'étalage lorsqu'il était enfant, et qu'il recommencerait s'il en avait le courage. L'archidiacre de Charing Cross lui interdit de prêcher, et le ministre de l'Intérieur Michael Howard qualifie ces commentaires de « honteux »,. En retour, Papworth décrit l'Église comme « intellectuellement comateuse et spirituellement moribonde ».

### Réécriture des Dix Commandements
John Papworth propose une nouvelle version des Dix Commandements, qu'il considère comme quelque peu dépassée. Il en présente quelques-uns dans le documentaire « Le Prêtre Turbulent » :
- « Tu jouiras du don du sexe que je t'ai donné, mais tu ne procréeras pas excessivement. » Papworth ajoute qu'il soutient l'homosexualité et la planification familiale, et qu'il est préoccupé par la surpopulation humaine.
- « Ouvrez votre cœur à l’amour et à la compassion et résolvez les conflits sans violence. »
- « Tu vénéreras ta famille et ton voisinage à échelle humaine au-dessus de toutes les autres formes et degrés d'association humaine. »
- « Tu ne pollueras ni la terre ni les eaux, et tu n'empoisonneras pas l'air que je t'ai donné à respirer. »
- « Tu vivras simplement et honnêtement et tu ne gaspilleras pas les ressources finies de la terre que je t'ai accordées ainsi qu'à toutes les générations. »

### Documentaires
- No Man is an Island, un documentaire sur la vie de la communauté locale sur l'île de Rathlin. Diffusé sur BBC2, le 1er mai 1992.
- Le Prêtre Turbulent, un documentaire sur sa vie et sa philosophie. Réalisé par la London International Film School et diffusé sur BBC en 1997.